# Londoni Állatkert

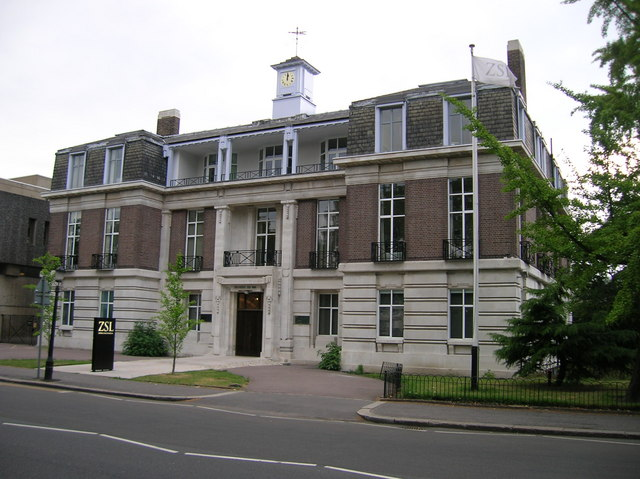
A Londoni Zoológiai Társaság székháza

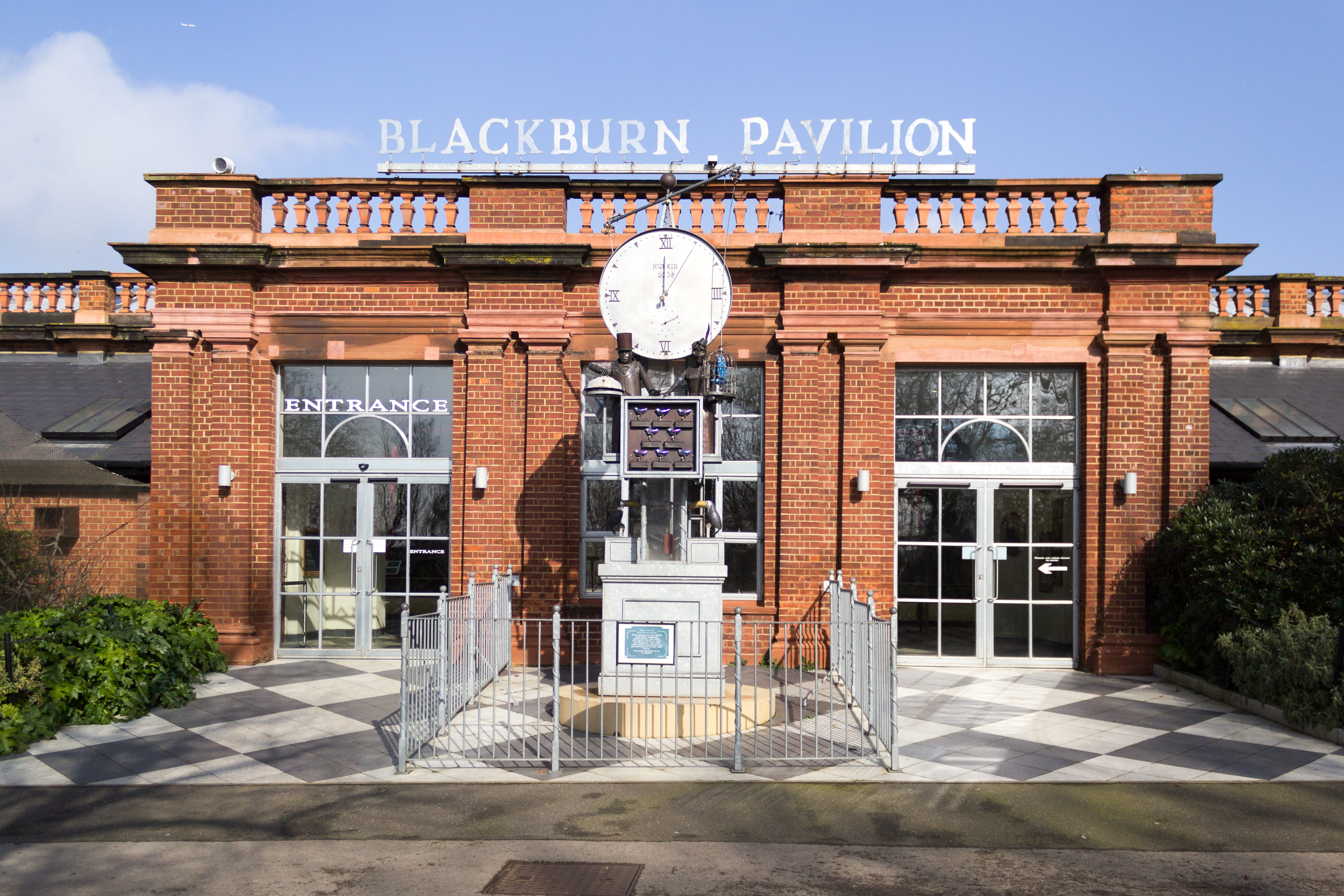
A Blackburn pavilon

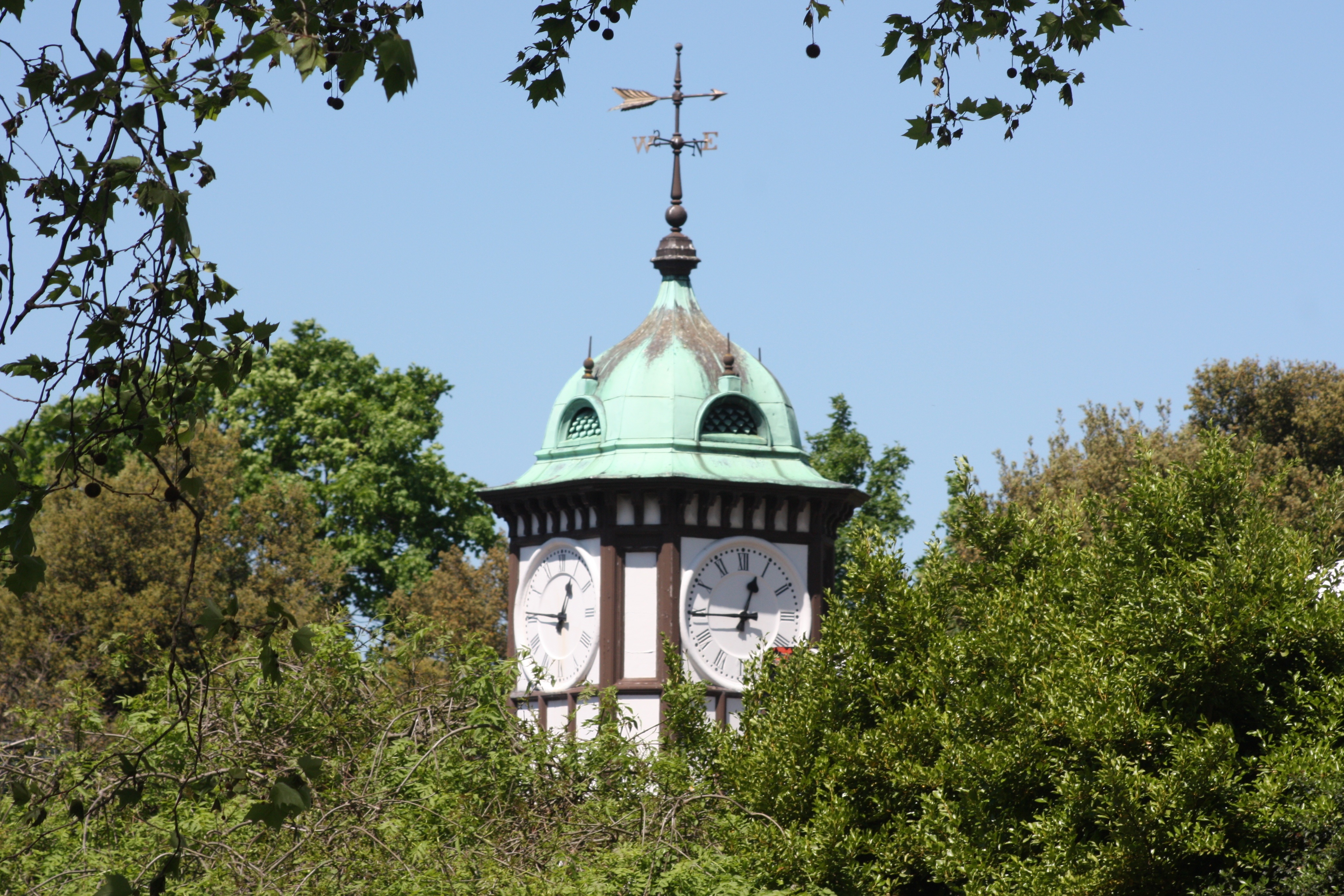
Az óratorony

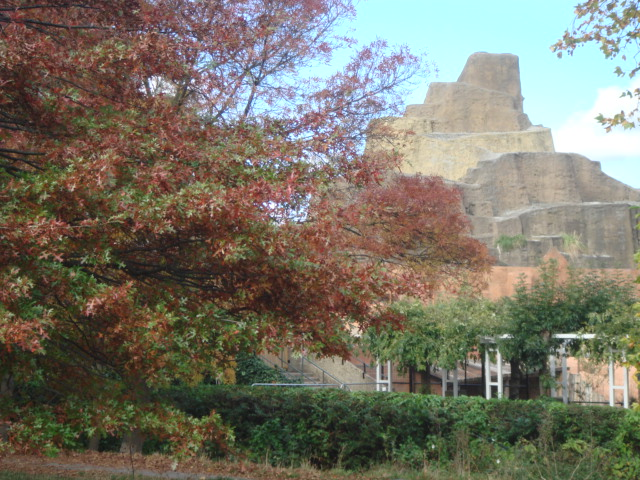
A régi elefántház most teve- és lámaházként üzemel

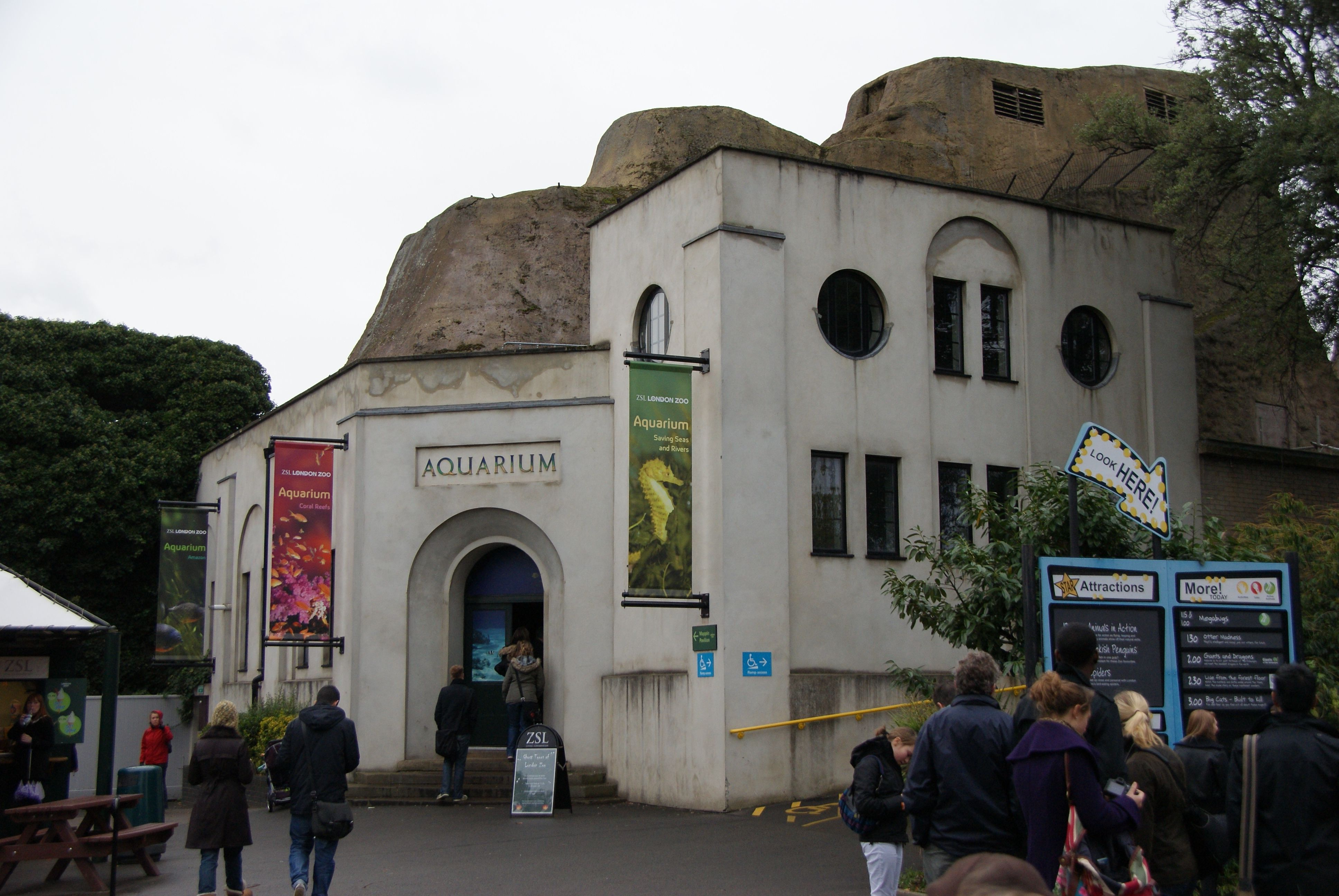
Az Akvárium

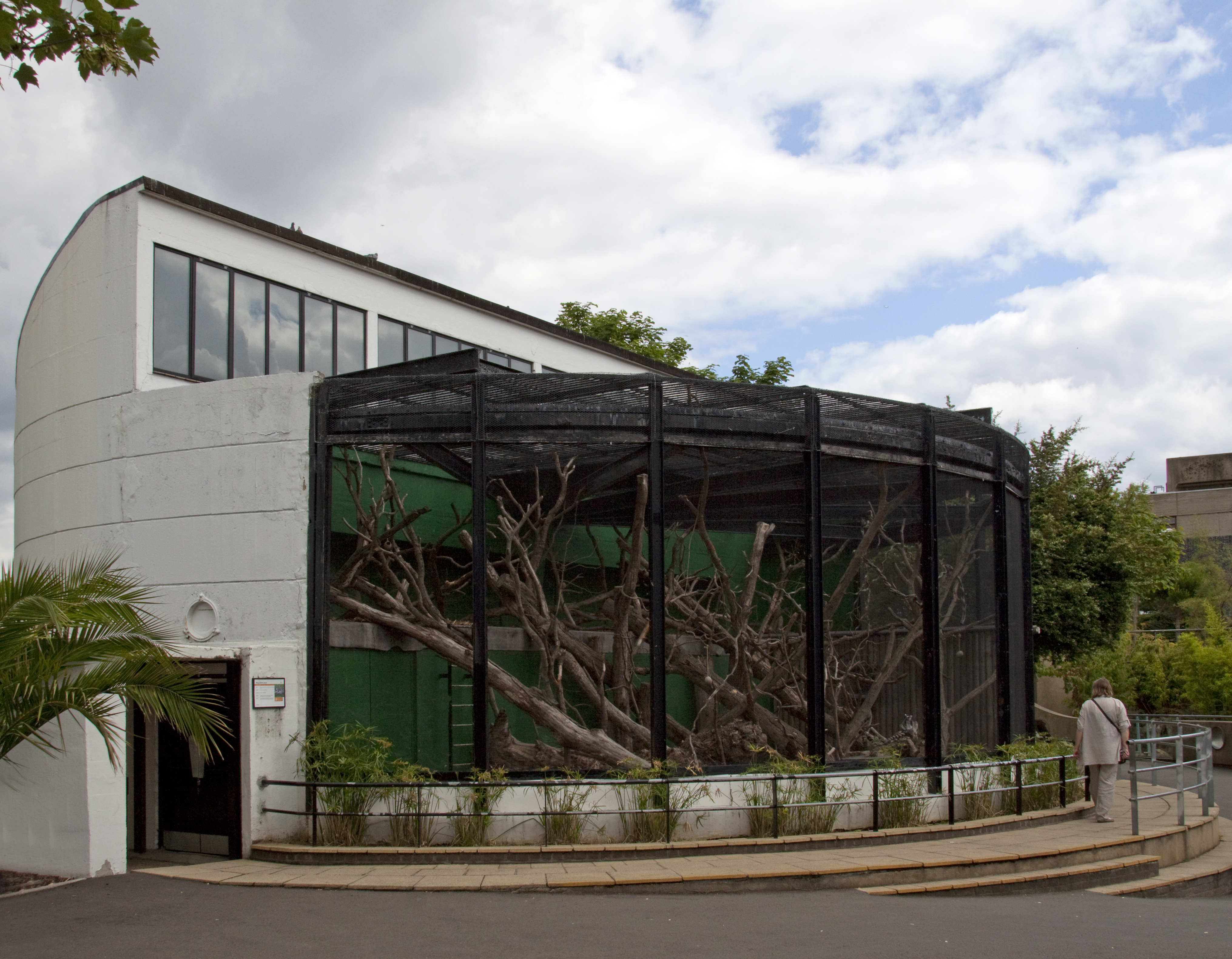
A régi gorillaház

A Londoni Állatkert (London Zoo; Regent's Park, Outer Circle, London NW1 4RY) a világ egyik legrégibb, 1828-ban alapított állatkertjeként számos állatkerti rekorddal büszkélkedhet: itt nyílt a világ első
- hüllőháza (Reptile House, 1849),
- akváriuma (1853),
- rovarháza (1881),
- gyermekállatkertje (1938).

## Elhelyezkedése
A Regent's Parkban, a Regent's Canal jobb partján, a Primrose Hillel átellenben terül el.

## Története
A 18. század végén alapították meg a világ első zoológus társaságát, a Londoni Zoológiai Társaságot. A társaság eredetileg (1828. április 27-étől) a párizsi a párizsi Jardin de Plantes mintája szerint a tudományos kutatásokhoz gyűjtötte itt az állatokat, de 1847-ben megnyitották a létesítmény kapuit a nagyközönség számára is.
A trópusi állatokat egészen 1902-ig zárt állatházakban tartották, mivel úgy vélték, hogy nem bírnák ki a londoni teleket. Ekkor Peter Chalmers Mitchellt nevezték ki a zoológiai társaság élére, és ő — a Hamburgi Állatkert mintájára - nagy építkezésekkel jelentősen megnövelte az állatkert területét. 1926-ban megvásárolta a Whipsnade falu melletti Hall Farmot, és ott 1931-ben megnyitotta a Whipsnade-i Vadasparkot, a világ első nyitott állatkertjét. Később oda költöztették át a nagy testű állatokat, mint például az elefántokat (2001-ben) és az orrszarvúkat.
Állami támogatás hiányában a hatalmasra duzzadt állatkert az 1980-as években a csőd közelébe került, de amikor 1991-ben komolyabban szóba került a bezárása, a látogatók összefogtak megmentése érdekében. Az összegyűlt adományokból nemcsak a működés költségeire futotta, de „került pénz” az épületek restaurálására és az állatok elhelyezésének javítására, a 20. század végén elvárt körülmények kialakítására is.
Ekképpen:
- felújították az afrikai madár szafarit (African Bird Safari) és
- új házat kaptak a gorillák (Gorilla Kingdom),
- új kifutót kaptak az esőerdő kisemlősei (Clore Rainforest Lookout),
- újranyitották a trópusi esőerdőnek berendezett Madárházat,
- megnyitották a „Találkozás a majmokkal” („Meet The Monkeys”) kiállítást.

Ez utóbbi a bolíviai esőerdőt imitáló nyitott kiállítás, ahol nincs kerítés a látogatók és az állatok között.
A legújabb fejlesztések egyike a pillangóparadicsom (Butterfly Paradise)

## Állatai
Jelenleg 375 gerinces fajt tartanak.
Néhány különlegesség:
- vombat (Vombatus ursinus),
- tasmán ördög (Sarcophilus harrisii),
- komodói sárkány (Varanus komodoensis),
- szakállas disznó (Sus barbatus)
- vörös kabócamajom(Callicebus cupreus)